# Застава Тајланда
Застава Тајланда је усвојена 28. септембра 1917. На себи има пет хоризонталних пруга црвене, беле и плаве боје. Средишња плава пруга је двоструке ширине. Боје црвена-бијела-плава значе нација-религија-краљ, што је и државни мото ове земље.
Сматра се да је застава усвојена први пут 1855. и тада је била црвене боје са сликом слона на средини. У овом облику је усвојена 1916. али средишња бела пруга је била једнаке ширине. 
Сматра се да је плава боја усвојена као симбол петка, дана када је рођен краљ Вајиравуд. Према другим изворима, плава боја је показивала солидарност према снагама алијансе у Првом светском рату, које су такође на својој застави имале ове три боје.
Застава је јако слична застави Костарике која због тога у интернационалним односима често користи верзију заставе са грбом.